# ICC World Twenty20 2009

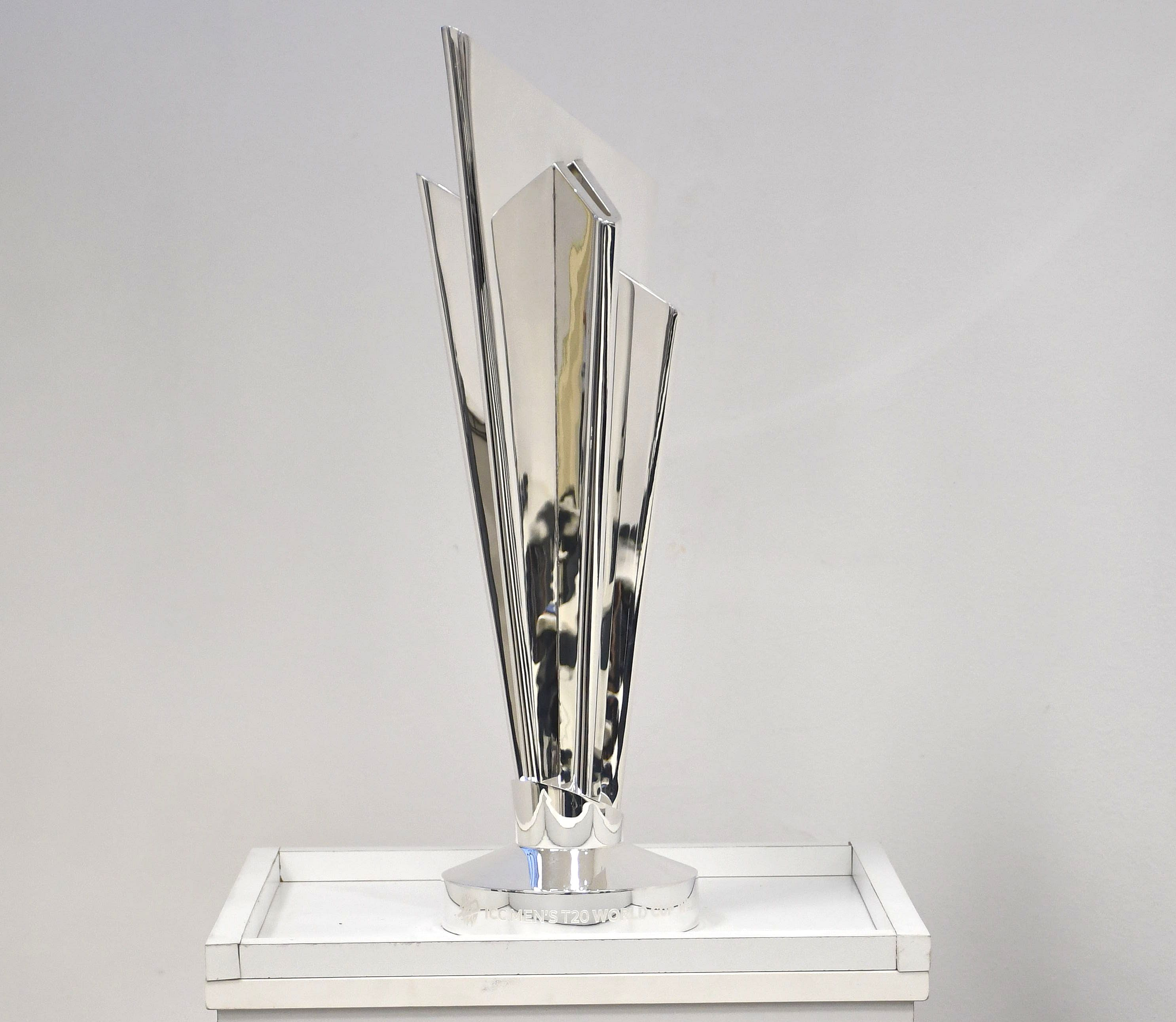
Die ICC World Twenty20 Trophy

Die ICC World Twenty20 2009 wurde vom 5. bis zum 21. Juni 2009 in England ausgetragen. Es war das zweite Weltmeisterschaftsturnier im T20I-Cricket, der vom Weltverband International Cricket Council (ICC) organisiert wird. Damals noch ICC World Twenty20 genannt, wird die Weltmeisterschaft seit dem Turnier 2021 als T20 World Cup bezeichnet. Das Turnier der Männer fand parallel mit dem Turnier der Frauen statt und sowohl die Halbfinals und das Finale wurden am selben Tag im selben Stadion ausgetragen. Zusammen mit der ICC Champions Trophy 2009 im September und Oktober in Südafrika war es eines von zwei Cricketturnieren im selben Jahr.
Das Turnierformat von 2007 blieb unverändert und zwölf Cricket-Nationalmannschaften nahmen an der ICC World Twenty20 2009 teil: Neun der damals zehn Test-Cricket-Länder (Australien, Bangladesch, England, Indien, Neuseeland, Pakistan, Sri Lanka, Südafrika und die West Indies), zusammen mit den Gewinnern des World Twenty20 Qualifier 2008 (Irland und die Niederlande). Nachdem sich die simbabwische Mannschaft zurückgezogen hatte, konnte der Drittplatzierte der Qualifikation Schottland ebenfalls am Turnier teilnehmen. Während der World Twenty20 2009 wurden 27 Spiele absolviert, darunter zwölf in der Vorrunde, zwölf in der Super 8 und drei in der Finalrunde, einschließlich des Finales. Die Mannschaften wurden in vier Gruppen zu je drei Teams eingeteilt, wobei jedes einmal gegen die anderen der Gruppe antrat. Die zwei besten Mannschaften jeder Gruppe qualifizierten sich für die Super 8. Dort wurden die Mannschaften in zwei Gruppen zu je vier Teams eingeteilt, wonach die vier besten Mannschaften das Halbfinale erreichten, dessen Gewinner im Finale aufeinandertrafen.
Pakistan, Sri Lanka, Südafrika und die West Indies erreichten das Halbfinale. Pakistan besiegte Südafrika und Sri Lanka die West Indies, woraufhin die beiden südasiatischen Mannschaften Pakistan und Sri Lanka im Finale aufeinandertrafen. Pakistan gewann das Finale im Lord’s in London gegen Sri Lanka mit acht Wickets und damit seinen ersten T20-World-Cup-Titel. Nach dem Gewinn des Cricket World Cup 1992 war dies Pakistans zweiter internationaler Titelgewinn im Cricket. Sowohl der Gastgeber England als auch der Titelverteidiger Indien schieden in der Super 8 aus.

## Vergabe
Der International Cricket Council vergab die World Twenty20 2009 an England. Im Dezember 2007 führte der ICC die Women’s World Twenty20 ein, die gleichzeitig mit dem Turnier der Männer ausgetragen werden sollte; beim Turnier 2009 war dies erstmals der Fall.

## Teilnehmer
Die folgenden zwölf Mannschaften qualifizierten sich für die World Twenty20 2009: Australien, Bangladesch, England (Gastgeber), Indien, Neuseeland, Pakistan, Sri Lanka, Südafrika und die West Indies qualifizierten sich als Vollmitglieder des International Cricket Council mit Test-Cricket-Status automatisch für die World Twenty20 2009. Irland und die Niederlande qualifizierten sich während des World Twenty20 Qualifier 2008.
Die zehn Test-Nationen waren automatisch qualifiziert. Dazu kamen noch zwei Teilnehmerländer aus dem Kreis der Associate Member des ICC. Diese wurden in einem Qualifikationsturnier vom 2. bis 4. August 2008 in Belfast (Nordirland) bestimmt. An diesem Turnier nahmen Irland, Kenia, Schottland, Niederlande, Kanada und Bermuda teil. Dabei konnten sich Irland und die Niederlande durchsetzen, die jedoch das Finale aufgrund von Regen nicht austragen konnten. Da die britische Regierung aufgrund der politischen Situation in Simbabwe drohte, der Mannschaft von Simbabwe die Einreise nach Großbritannien zu verwehren, wurden Befürchtungen laut, dass die Ausrichtung an ein anderes Land hätte vergeben werden können. Simbabwe zog sich allerdings vom Turnier zurück, wodurch Schottland ebenfalls am Turnier teilnehmen konnte. Für die Gruppeneinteilung der WM wurde Irland aufgrund der ODI-Rangliste vor die Niederlande gesetzt und spielte anstelle Simbabwes in Gruppe A.

Teilnehmende Länder der World Twenty20 2009; insgesamt 16 Teams nahmen teil.
Gastgeber
Vollmitglieder des International Cricket Councils (ICC)
Qualifiziert über den World Twenty20 Qualifier 2008
In der Qualifikation gescheitert
Teilnahme zurückgezogen
Keine Teilnahme

| Land        | Qualifikationsgrundlage       | Turnierteilnahme | Letztmalige Teilnahme | Bestes Ergebnis    |
| ----------- | ----------------------------- | ---------------- | --------------------- | ------------------ |
| England     | Gastgeber                     | Zweite           | 2007                  | Super 8 (2007)     |
| Australien  | Vollmitglieder                | Zweite           | 2007                  | Halbfinale (2007)  |
| Bangladesch | Vollmitglieder                | Zweite           | 2007                  | Super 8 (2007)     |
| Indien      | Vollmitglieder                | Zweite           | 2007                  | Weltmeister (2007) |
| Neuseeland  | Vollmitglieder                | Zweite           | 2007                  | Halbfinale (2007)  |
| Pakistan    | Vollmitglieder                | Zweite           | 2007                  | Finalist (2007)    |
| Sri Lanka   | Vollmitglieder                | Zweite           | 2007                  | Super 8 (2007)     |
| Südafrika   | Vollmitglieder                | Zweite           | 2007                  | Super 8 (2007)     |
| West Indies | Vollmitglieder                | Zweite           | 2007                  | Vorrunde (2007)    |
| Irland      | World Twenty20 Qualifier 2008 | Erste            | –                     | Debüt              |
| Niederlande | World Twenty20 Qualifier 2008 | Erste            | –                     | Debüt              |
| Schottland  | World Twenty20 Qualifier 2008 | Zweite           | 2007                  | Vorrunde (2007)    |

## Austragungsorte
Als Spielorte wurden vom England and Wales Cricket Board folgende Spielorte nominiert und vom ICC akzeptiert:
| Lord’s |

| The Oval |

| Trent Bridge |

| Lord’s |

| The Oval |

| Trent Bridge |

## Format
Die World Twenty20 2009 wurde über 17 Tage zwischen zwölf verschiedenen Mannschaften über 27 Spiele ausgetragen. Sie begann am 5. Juni 2009 im Lord’s in London mit dem Eröffnungsspiel zwischen dem Gastgeber England und den Niederlanden. Das Turnier endete am 21. Juni im denselben Stadion mit dem Finale zwischen Sri Lanka und Pakistan, wobei Pakistan die World Twenty20 2009 gewann. Dasselbe Turnierformat kam bei der World Twenty20 2007 zur Anwendung.

### Spielplan
Die nachfolgende Tabelle zeigt das tägliche Programm der World Twenty20 2009. Dabei steht ein violettes Kästchen für Vorrundenspiele, ein zyanblaues Kästchen für die Super 8, ein grünes Kästchen für Finalrundenspiele und ein gelbes Kästchen für das Finale.
| Eerste rondte Juni | Fr. 5.  | Sa. 6.  | So. 7.  | Mo. 8.  | Di. 9.  | Mi. 10. |
| ------------------ | ------- | ------- | ------- | ------- | ------- | ------- |
| Gruppe A           |         | 1       |         | 1       |         | 1       |
| Gruppe B           | 1       |         | 1       |         | 1       |         |
| Gruppe C           |         | 1       |         | 1       |         | 1       |
| Gruppe D           |         | 1       | 1       |         | 1       |         |
| Super 8 Juni       | Do. 11. | Fr. 12. | Sa. 13. | So. 14. | Mo. 15. | Di. 16. |
| Gruppe E           | 1       | 1       | 1       | 1       | 1       | 1       |
| Gruppe F           | 1       | 1       | 1       | 1       | 1       | 1       |
| Finalrunde Juni    | Mi. 17. | Do. 18. | Fr. 19. | Sa. 20. | So. 21. |         |
| Finalrunde         |         | 1       | 1       |         | 1       |         |

| Farblegende |
| Vorrunde    |
| Super 8     |
| Finalrunde  |
| Finale      |

### Gruppen
| Gruppe A                  | Gruppe B                     | Gruppe C                         | Gruppe D                        |
| ------------------------- | ---------------------------- | -------------------------------- | ------------------------------- |
| Indien Bangladesch Irland | Pakistan England Niederlande | Australien Sri Lanka West Indies | Neuseeland Südafrika Schottland |

Die Vorrunde war unter den Spielorten folgendermaßen aufgeteilt:
- Gruppe A: Nottingham
- Gruppe B: London
- Gruppe C: London und Nottingham
- Gruppe D: London

### Turniermodus
Die Gruppenzusammensetzung, die auf den Abschlussplatzierungen des ersten Turniers 2007 in Südafrika basierte, wurde am 31. Oktober 2007 festgelegt. Die zwei ersten Mannschaften jeder Gruppe qualifizierten sich für die Zwischenrunde, die sogenannte Super 8, in der sie jeweils noch drei Spiele austrugen. Danach folgten Halbfinale und Endspiel. Die Gruppeneinteilung der Super 8 und die entsprechenden Spielpaarungen bezogen sich auf die Setzlisten der Vorrunde, nicht auf die Platzierungen. So wurde beispielsweise Indien auch dann als „A1“ behandelt, wenn die Mannschaft nur zweite in ihrer Gruppe werden sollte. Nur wenn der Erst- oder Zweitgesetzte sich nicht für die nächste Runde qualifizierte, wurde dessen Setzlistenplatz von der an Drei gesetzten Mannschaft übernommen.

### Vorrunde und Super 8
Die World Twenty20 2009 wurde zwischen zwölf Nationalmannschaften ausgespielt. Für die Vorrunde wurden die Mannschaften in vier Gruppen zu je drei Mannschaften eingeteilt. In welche Gruppe jede Mannschaft eingeteilt wurde, wurde in der Auslosung festgelegt. Jede Mannschaft bestritt ein Spiel gegen jede andere seiner Gruppe. Für einen Sieg gab es zwei Tabellenpunkte, für ein Unentschieden oder No Result einen Punkt, für eine Niederlage keinen Punkt. Im Falle eines Unentschiedens (d. h. wenn beide Mannschaften dieselben Anzahl Runs am Ende ihrer jeweiligen Innings erzielt hatten), wurde das Spiel durch ein Super Over entschieden. Dies galt für alle Phasen des Turnieres. Hatten zwei Mannschaften dieselbe Anzahl an Tabellenpunkten, wurde der Tabellenrang anhand der Net Run Rate, gefolgt von der Net Bowl Rate und dem direkten Vergleich ermittelt.
Am Ende der Vorrunde qualifizierten sich die jeweils beiden besten einer Gruppe für die Super-8-Runde. In dieser wurden die acht Mannschaften in zwei Gruppen zu je vier Teams aufgeteilt, wobei jedes einmal gegen jedes andere der Gruppe antrat. Die Qualifikation erfolgte anhand derselben Kriterien wie in der Vorrunde.

### Finalrunde
Ab dieser Phase nahm das Turnier ein K.-o.-System an, für das sich die jeweils besten beiden Mannschaften einer Gruppe qualifizierten.

## Umpires und Match referees
Während des Turnieres wurden 16 Umpires und drei Match referees eingesetzt.

### Umpires
| - Steve Davis (Australien) - Daryl Harper (Australien) - Simon Taufel (Australien) - Rod Tucker (Australien) - Mark Benson (England) - Ian Gould (England) - Nigel Llong (England) - Amiesh Saheba (Indien) | - Billy Bowden (Neuseeland) - Tony Hill (Neuseeland) - Aleem Dar (Pakistan) - Asad Rauf (Pakistan) - Asoka de Silva (Sri Lanka) - Marais Erasmus (Südafrika) - Rudi Koertzen (Südafrika) - Billy Doctrove (West Indies) |

### Match referees
| - Alan Hurst (Australien) - Chris Broad (England) | - Ranjan Madugalle (Sri Lanka) |

## Kaderlisten
Die Mannschaften benannten die folgenden Kader vor dem Turnier.
| Twenty20 | Twenty20 | Twenty20 | Twenty20 |
| Australien | Bangladesch | England | Indien |
| --- | --- | --- | --- |
| - Ricky Ponting (K) - Nathan Bracken - Michael Clark - Brad Haddin (wk) - Nathan Hauritz - Ben Hilfenhaus - James Hopes - Michael Hussey - Mitchell Johnson - Brett Lee - Peter Siddle - David Warner - Shane Watson - Cameron White        | - Mohammad Ashraful (K) - Abdur Razzak - Junaid Siddique - Mahmudullah - Mashrafe Mortaza - Mithun Ali (wk) - Mushfiqur Rahim (wk) - Naeem Islam - Raqibul Hasan - Rubel Hossain - Shahadat Hossain - Shakib Al Hasan - Shamsur Rahman - Syed Rasel - Tamim Iqbal              | - Paul Collingwood (K) - James Anderson - Ravi Bopara - Stuart Broad - James Foster (wk) - Robert Key - Dimitri Mascarenhas - Eoin Morgan (wk) - Graham Napier - Kevin Pietersen - Adil Rashid - Owais Shah - Ryan Sidebottom - Graeme Swann - Luke Wright              | - Mahendra Singh Dhoni (K, wk) - Gautam Gambhir - Ravindra Jadeja - Dinesh Karthik (wk) - Zaheer Khan - Praveen Kumar - Pragyan Ojha - Irfan Pathan - Yusuf Pathan - Ishant Sharma - Rohit Sharma - Harbhajan Singh - Yuvraj Singh                                           |
| Irland | Niederlande | Neuseeland | Pakistan |
| - William Porterfiel (K) - Andre Botha - Jeremy Bray - Peter Connell - Alex Cusack - Trent Johnston - Kyle McCallan - John Mooney - Kevin O’Brien - Niall O’Brien - Boyd Rankin - Paul Stirling - Regan West - Andrew White - Gary Wilson   | - Jeroen Smits (K, wk) - Peter Borren - Mudassar Bukhari - Tom de Grooth - Maurits Jonkman - Alexei Kervezee - Dirk Nannes - Ruud Nijman - Darron Reekers - Edgar Schiferli - Pieter Seelaar - Daan van Bunge - Bas Zuiderent - Ryan ten Doeschate - Eric Szwarczynski         | - Daniel Vettori (K) - Neil Broom - Ian Butler - Brendon Diamanti - James Franklin - Martin Guptill - Brendon McCullum (wk) - Nathan McCullum - Peter McGlashan (wk) - Kyle Mills - Ian O’Brian - Jacob Oram - Aaron Redmond - Jesse Ryder - Scott Styris - Ross Taylor | - Younis Khan (K) - Abdul Razzaq - Ahmed Shehzad - Fawad Alam - Iftikhar Anjum - Kamran Akmal (wk) - Misbah-ul-Haq - Mohammad Amir - Saeed Ajmal - Salman Butt - Shahid Afridi - Shahzaib Hasan - Shoaib Malik - Sohail Tanvir - Umar Gul - Yasir Arafat                     |
| Schottland | Sri Lanka | Südafrika | West Indies |
| - Gavin Hamilton (K) - John Blain - Richie Berrington - Kyle Coetzer - Gordon Drummond - Majid Haq - Neil McCallum - Dewald Nel - Navdeep Poonia - Glen Rogers - Colin Smith (wk) - Jan Stander - Fraser Watts - Ryan Watson - Craig Wright | - Kumar Sangakkara (K, wk) - Tillakaratne Dilshan - Sanath Jayasuriya - Mahela Jayawardene - Nuwan Kulasekara - Lasith Malinga - Angelo Mathews - Ajantha Mendis - Jehan Mubarak - Muttiah Muralitharan - Indika de Saram (wk) - Chamara Silva - Thilan Thushara - Isuru Udana | - Graeme Smith (K) - Yusuf Abdulla - Johan Botha - Mark Boucher (wk) - JP Duminy - Herschelle Gibbs - Jacques Kallis - Albie Morkel - Morné Morkel - Justin Ontong - Wayne Parnell - Robin Peterson - Dale Steyn - Roelof van der Merwe - AB de Villiers                | - Chris Gayle (K) - Lionel Bater - Sulieman Benn - Dave Bernard Jnr. - Dwayne Bravo - Shivnarine Chanderpaul - Fidel Edwards - Andre Fletcher - Xavier Marshall - Kieron Pollard - Denesh Ramdin (wk) - Darren Sammy - Ramnaresh Sarwan - Lendl Simmons (wk) - Jerome Taylor |

## Vorrunde

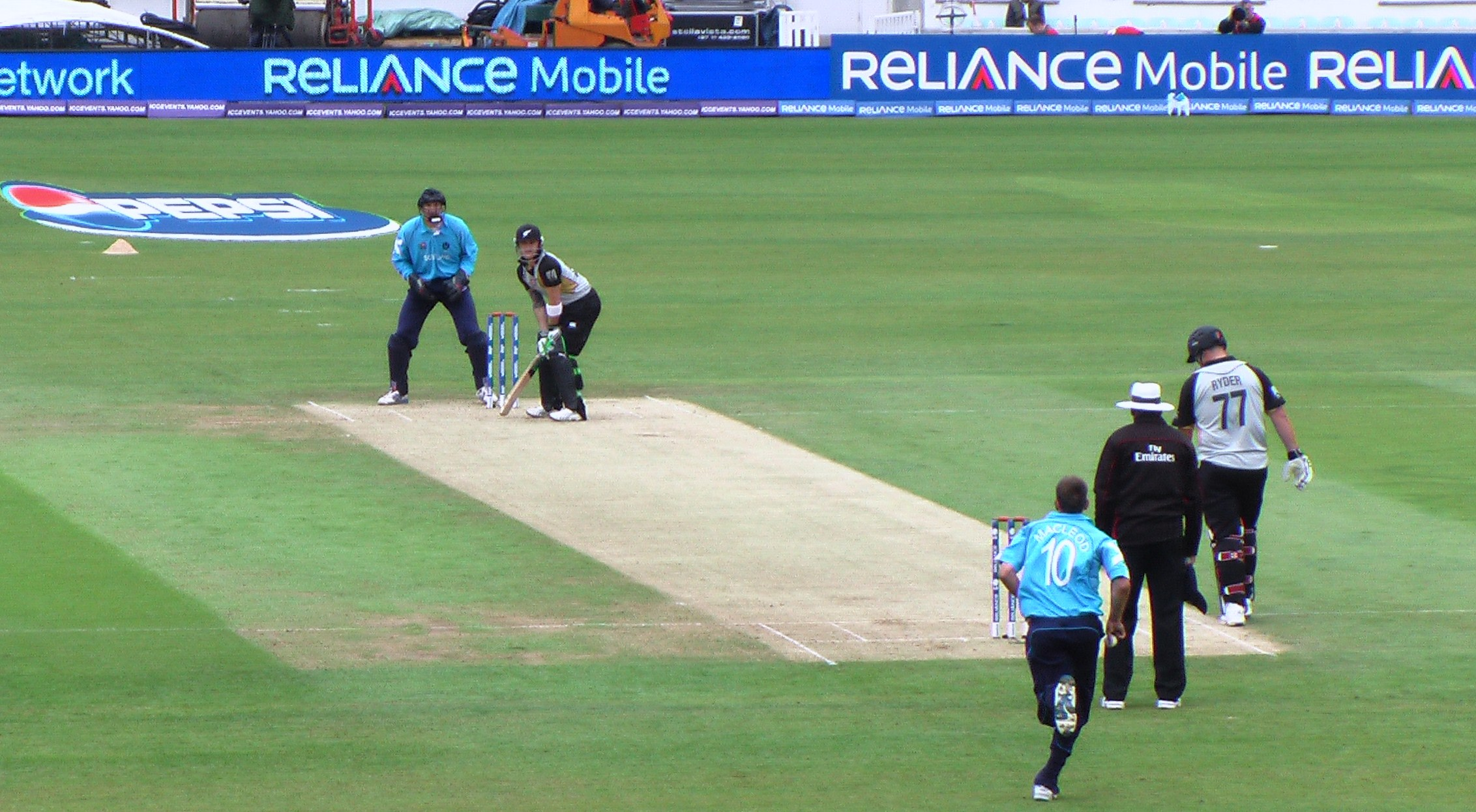
Schottlands Calum MacLeod bowlt gegen Neuseelands Brendan McCullum

5. bis 10. Juni

### Gruppe A
Tabelle
| Gruppe A    | Sp. | S | N | NR | P | NRR    |
| ----------- | --- | - | - | -- | - | ------ |
| Indien      | 2   | 2 | 0 | 0  | 4 | +1.227 |
| Irland      | 2   | 1 | 1 | 0  | 2 | −0.162 |
| Bangladesch | 2   | 0 | 2 | 0  | 0 | −0.996 |

Spiele
| 6. Juni Scorecard | Nottingham | Indien 180-5 (20)          | – | Bangladesch 155-8 (20) |
|                   |            | Indien gewinnt mit 25 Runs |   |                        |

Indien gewann den Münzwurf und entschied sich als Schlagmannschaft zu beginnen. Als Spieler des Spiels wurde Pragyan Ojha ausgezeichnet.
| 8. Juni Scorecard | Nottingham | Bangladesch 137-8 (20)       | – | Irland 138-4 (18.2) |
|                   |            | Irland gewinnt mit 6 Wickets |   |                     |

Irland gewann den Münzwurf und entschied sich als Feldmannschaft zu beginnen. Als Spieler des Spiels wurde Niall O’Brien ausgezeichnet.
| 10. Juni Scorecard | Nottingham | Irland 112-8 (18/18)         | – | Indien 113-2 (15.3/18) |
|                    |            | Indien gewinnt mit 8 Wickets |   |                        |

Indien gewann den Münzwurf und entschied sich als Feldmannschaft zu beginnen. Als Spieler des Spiels wurde Zaheer Khan ausgezeichnet.

### Gruppe B
Tabelle
| Gruppe B    | Sp. | S | N | NR | P | NRR    |
| ----------- | --- | - | - | -- | - | ------ |
| England     | 2   | 1 | 1 | 0  | 2 | +1.175 |
| Pakistan    | 2   | 1 | 1 | 0  | 2 | +0.850 |
| Niederlande | 2   | 1 | 1 | 0  | 2 | −2.025 |

Spiele
| 5. Juni Scorecard | London (Lord’s) | England 162-5 (20)                | – | Niederlande 163-6 (20) |
|                   |                 | Niederlande gewinnt mit 4 Wickets |   |                        |

Die Niederlande gewannen den Münzwurf und entschieden sich als Feldmannschaft zu beginnen. Als Spieler des Spiels wurde Tom de Grooth ausgezeichnet.
| 7. Juni Scorecard | London (Oval) | England 185-5 (20)          | – | Pakistan 137-7 (20) |
|                   |               | England gewinnt mit 48 Runs |   |                     |

Pakistan gewann den Münzwurf und entschied sich als Feldmannschaft zu beginnen. Als Spieler des Spiels wurde Luke Wright ausgezeichnet.
| 6. Juni Scorecard | London (Lord’s) | Pakistan 175-5 (20)          | – | Niederlande 93 (17.3) |
|                   |                 | Pakistan gewinnt mit 82 Runs |   |                       |

Pakistan gewann den Münzwurf und entschied sich als Schlagmannschaft zu beginnen. Als Spieler des Spiels wurde Kamran Akmal ausgezeichnet.

### Gruppe C
Tabelle
| Gruppe C    | Sp. | S | N | NR | P | NRR    |
| ----------- | --- | - | - | -- | - | ------ |
| Sri Lanka   | 2   | 2 | 0 | 0  | 4 | +0.626 |
| West Indies | 2   | 1 | 1 | 0  | 2 | +0.715 |
| Australien  | 2   | 0 | 2 | 0  | 0 | −1.331 |

Spiele
| 6. Juni Scorecard | London (Oval) | Australien 169-7 (20)             | – | West Indies 172-3 (15.5) |
|                   |               | West Indies gewinnt mit 7 Wickets |   |                          |

Australien gewann den Münzwurf und entschied sich als Schlagmannschaft zu beginnen. Als Spieler des Spiels wurde Chris Gayle ausgezeichnet.
| 8. Juni Scorecard | Nottingham | Australien 159-9 (20)           | – | Sri Lanka 160-4 (19) |
|                   |            | Sri Lanka gewinnt mit 6 Wickets |   |                      |

Sri Lanka gewann den Münzwurf und entschied sich als Feldmannschaft zu beginnen. Als Spieler des Spiels wurde Kumar Sangakkara ausgezeichnet.
| 10. Juni Scorecard | Nottingham | Sri Lanka 192-5 (20)          | – | West Indies 177-5 (20) |
|                    |            | Sri Lanka gewinnt mit 15 Runs |   |                        |

Die West Indies gewannen den Münzwurf und entschieden sich als Feldmannschaft zu beginnen. Als Spieler des Spiels wurde Sarath Jayasuriya ausgezeichnet.

### Gruppe D
Tabelle
| Gruppe D   | Sp. | S | N | NR | P | NRR    |
| ---------- | --- | - | - | -- | - | ------ |
| Südafrika  | 2   | 2 | 0 | 0  | 4 | +3.275 |
| Neuseeland | 2   | 1 | 1 | 0  | 2 | +0.309 |
| Schottland | 2   | 0 | 2 | 0  | 0 | −5.281 |

Spiele
| 6. Juni Scorecard | London (Oval) | Schottland 89-4 (7/7)            | – | Neuseeland 90-3 (6/7) |
|                   |               | Neuseeland gewinnt mit 7 Wickets |   |                       |

Neuseeland gewann den Münzwurf und entschied sich als Feldmannschaft zu beginnen. Als Spieler des Spiels wurde Ian Buttler ausgezeichnet.
| 7. Juni Scorecard | London (Oval) | Südafrika 211-5 (20)           | – | Schottland 81 (15.3) |
|                   |               | Südafrika gewinnt mit 130 Runs |   |                      |

Schottland gewann den Münzwurf und entschied sich als Feldmannschaft zu beginnen. Als Spieler des Spiels wurde AB de Villiers ausgezeichnet.
| 9. Juni Scorecard | London (Lord’s) | Südafrika 128-7 (20)        | – | Neuseeland 127-5 (20) |
|                   |                 | Südafrika gewinnt mit 1 Run |   |                       |

Neuseeland gewann den Münzwurf und entschied sich als Feldmannschaft zu beginnen. Als Spieler des Spiels wurde Roelof van der Merwe ausgezeichnet.

## Hauptrunde

### Super 8
11. bis 16. Juni

#### Gruppe E
Tabelle
| Gruppe E    | Sp. | S | N | NR | P | NRR    |
| ----------- | --- | - | - | -- | - | ------ |
| Südafrika   | 3   | 3 | 0 | 0  | 6 | +0.787 |
| West Indies | 3   | 2 | 1 | 0  | 4 | +0.063 |
| England     | 3   | 1 | 2 | 0  | 2 | −0.414 |
| Indien      | 3   | 0 | 3 | 0  | 0 | −0.466 |

Spiele
| 11. Juni Scorecard | Nottingham | England 111 (19.5)              | – | Südafrika 114-3 (18.2) |
|                    |            | Südafrika gewinnt mit 7 Wickets |   |                        |

England gewann den Münzwurf und entschied sich als Schlagmannschaft zu beginnen. Als Spieler des Spiels wurde Jacques Kallis ausgezeichnet.
| 12. Juni Scorecard | London (Lord’s) | Indien 153-7 (20)                 | – | West Indies 156-3 (18.4) |
|                    |                 | West Indies gewinnt mit 7 Wickets |   |                          |

Indien gewann den Münzwurf und entschied sich als Schlagmannschaft zu beginnen. Als Spieler des Spiels wurde Dwayne Bravo ausgezeichnet.
| 13. Juni Scorecard | London (Oval) | Südafrika 183-7 (20)          | – | West Indies 163-9 (20) |
|                    |               | Südafrika gewinnt mit 20 Runs |   |                        |

Die West Indies gewannen den Münzwurf und entschieden sich als Feldmannschaft zu beginnen. Als Spieler des Spiels wurde Wayne Parnell ausgezeichnet.
| 14. Juni Scorecard | London (Lord’s) | England 153-7 (20)         | – | Indien 150-5 (20) |
|                    |                 | England gewinnt mit 3 Runs |   |                   |

Indien gewann den Münzwurf und entschied sich als Feldmannschaft zu beginnen. Als Spieler des Spiels wurde Ryan Sidebottom ausgezeichnet.
| 15. Juni Scorecard | London (Oval) | England 161-6 (20)                | – | West Indies 82-5 (8.2/8.2) |
|                    |               | West Indies gewinnt mit 5 Wickets |   |                            |

England gewann den Münzwurf und entschied sich als Schlagmannschaft zu beginnen. Als Spieler des Spiels wurde Ramnaresh Sarwan ausgezeichnet.
| 16. Juni Scorecard | Nottingham | Südafrika 130-5 (20)          | – | Indien 118-8 (20) |
|                    |            | Südafrika gewinnt mit 12 Runs |   |                   |

Südafrika gewann den Münzwurf und entschied sich als Schlagmannschaft zu beginnen. Als Spieler des Spiels wurde AB de Villiers ausgezeichnet.

#### Gruppe F
Tabelle
| Gruppe F   | Sp. | S | N | NR | P | NRR    |
| ---------- | --- | - | - | -- | - | ------ |
| Sri Lanka  | 3   | 3 | 0 | 0  | 6 | +1.267 |
| Pakistan   | 3   | 2 | 1 | 0  | 4 | +1.185 |
| Neuseeland | 3   | 1 | 2 | 0  | 2 | −0.232 |
| Irland     | 3   | 0 | 3 | 0  | 0 | −2.183 |

Spiele
| 11. Juni Scorecard | Nottingham | Neuseeland 198-5 (20)          | – | Irland 115 (16.4) |
|                    |            | Neuseeland gewinnt mit 83 Runs |   |                   |

Irland gewann den Münzwurf und entschied sich als Feldmannschaft zu beginnen. Als Spieler des Spiels wurde Aaron Redmond ausgezeichnet.
| 12. Juni Scorecard | London (Lord’s) | Sri Lanka 150-7 (20)          | – | Pakistan 131-9 (20) |
|                    |                 | Sri Lanka gewinnt mit 19 Runs |   |                     |

Sri Lanka gewann den Münzwurf und entschied sich als Schlagmannschaft zu beginnen. Als Spieler des Spiels wurde Tillakaratne Dilshan ausgezeichnet.
| 13. Juni Scorecard | London (Oval) | Neuseeland 99 (18.3)           | – | Pakistan 100-4 (13.1) |
|                    |               | Pakistan gewinnt mit 6 Wickets |   |                       |

Neuseeland gewann den Münzwurf und entschied sich als Schlagmannschaft zu beginnen. Als Spieler des Spiels wurde Umar Gul ausgezeichnet.
| 14. Juni Scorecard | London (Lord’s) | Sri Lanka 144-9 (20)         | – | Irland 135-7 (20) |
|                    |                 | Sri Lanka gewinnt mit 9 Runs |   |                   |

Sri Lanka gewann den Münzwurf und entschied sich als Schlagmannschaft zu beginnen. Als Spieler des Spiels wurde Mahela Jayawardene ausgezeichnet.
| 15. Juni Scorecard | London (Oval) | Pakistan 159-5 (20)          | – | Irland 120-9 (20) |
|                    |               | Pakistan gewinnt mit 39 Runs |   |                   |

Pakistan gewann den Münzwurf und entschied sich als Schlagmannschaft zu beginnen. Als Spieler des Spiels wurde Kamran Akmal ausgezeichnet.
| 16. Juni Scorecard | Nottingham | Sri Lanka 158-5 (20)          | – | Neuseeland 110 (17) |
|                    |            | Sri Lanka gewinnt mit 48 Runs |   |                     |

Sri Lanka gewann den Münzwurf und entschied sich als Schlagmannschaft zu beginnen. Als Spieler des Spiels wurde Ajantha Mendis ausgezeichnet.

### Halbfinale
| 18. Juni Scorecard | Nottingham | Pakistan 149-4 (20)         | – | Südafrika 142-5 (20) |

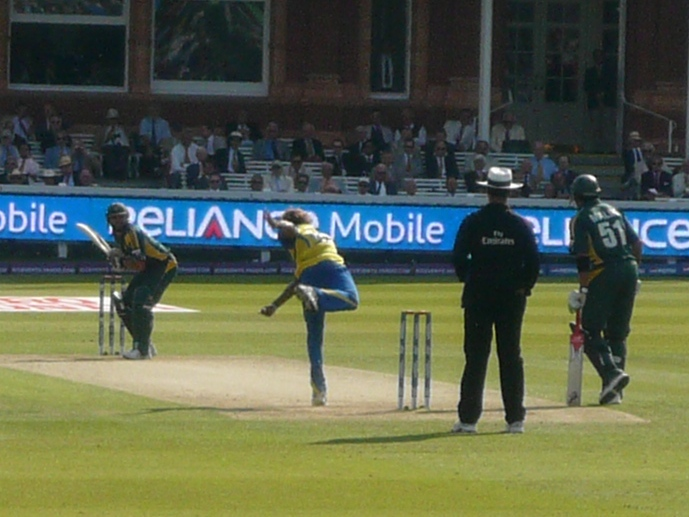
Shahid Afridi erwartet einen Ball von Lasith Malinga im Finale der World Twenty20 2009

|                    |            | Pakistan gewinnt mit 7 Runs |   |                      |

Pakistan gewann den Münzwurf und entschied sich als Schlagmannschaft zu beginnen. Als Spieler des Spiels wurde Shahid Afridi ausgezeichnet.
| 19. Juni Scorecard | London (Oval) | Sri Lanka 158-5 (20)          | – | West Indies 101 (17.1) |
|                    |               | Sri Lanka gewinnt mit 57 Runs |   |                        |

Die West Indies gewannen den Münzwurf und entschieden sich als Feldmannschaft zu beginnen. Als Spieler des Spiels wurde Tillakaratne Dilshan ausgezeichnet.

### Finale
| 21. Juni Scorecard | London (Lord’s) | Sri Lanka 138-6 (20)           | – | Pakistan 139-2 (18.4) |
|                    |                 | Pakistan gewinnt mit 8 Wickets |   |                       |

Sri Lanka gewann den Münzwurf und entschied sich als Schlagmannschaft zu beginnen. Als Spieler des Spiels wurde Shahid Afridi ausgezeichnet.

## Statistiken

Ergebnis der World Twenty20 2009:
Sieger
Finalist
Halbfinalteilnahme
In der Super 8 ausgeschieden
In der Vorrunde ausgeschieden
Keine Teilnahme

Die folgenden Cricketstatistiken wurden bei dem Turnier erzielt.
| Twenty20s            | Twenty20s   | Twenty20s | Twenty20s | Twenty20s | Twenty20s | Twenty20s | Twenty20s | Twenty20s |
| Batting              | Batting     | Batting   | Batting   | Batting   | Batting   | Batting   | Batting   | Batting   |
| Spieler              | Mannschaft  | Spiele    | Innings   | Runs      | Average   | HS        | 100s      | 50s       |
| -------------------- | ----------- | --------- | --------- | --------- | --------- | --------- | --------- | --------- |
| Tillakaratne Dilshan | Sri Lanka   | 7         | 7         | 317       | 52,83     | 96*       | 0         | 3         |
| Jacques Kallis       | Südafrika   | 5         | 5         | 238       | 59,50     | 64        | 0         | 2         |
| Chris Gayle          | West Indies | 5         | 5         | 193       | 48,25     | 88        | 0         | 2         |
| Kamran Akmal         | Pakistan    | 7         | 7         | 188       | 26,85     | 57        | 0         | 1         |
| AB de Villiers       | Südafrika   | 6         | 6         | 186       | 37,20     | 79*       | 0         | 2         |
| Bowling              |             |           |           |           |           |           |           |           |
| Spieler              | Mannschaft  | Spiele    | Overs     | Wickets   | Average   | BBI       | 5W        | 10W       |
| Umar Gul             | Pakistan    | 7         | 24.3      | 13        | 12,15     | 5/6       | 1         | 0         |
| Ajantha Mendis       | Sri Lanka   | 7         | 26.0      | 12        | 11,91     | 3/9       | 0         | 0         |
| Saeed Ajmal          | Pakistan    | 7         | 28.0      | 12        | 13,58     | 4/19      | 0         | 0         |
| Lasith Malinga       | Sri Lanka   | 7         | 25.2      | 12        | 15,08     | 3/17      | 0         | 0         |
| Shahid Afridi        | Pakistan    | 7         | 28.0      | 11        | 13,54     | 4/11      | 0         | 0         |